# Antonio Estrada Manjabacas
Antonio Estrada Manjabacas (Albacete, 30 de noviembre de 1964) es un actor español de cine, televisión y teatro.

## Biografía
Nació en Albacete en 1964, licenciado en Bellas Artes por la Universidad de Sevilla y graduado en Escenografía por el Instituto de Teatro de Sevilla. Al finalizar sus estudios de Bellas Artes, comenzó a trabajar como Director de arte. Más tarde se introdujo en el mundo audiovisual como Actor.

## Filmografía

### Cine
- LOS TIGRES. Director: Alberto Rodríguez.
- CUANTICA RAVE. Director: Paco Campano.
- ANIMAL HUMANO.[7] Director: Alessandro Pugno.
- LA ESPERA. Director: Francisco Javier Gutiérrez.
- CROSSING. Director: Jacqueline van Vugt.
- LA CAÍDA DE ALEJANDRA. Director: Alvaro de Armiñan
- LA PIEDAD. Director: Eduardo Casanova.
- OPERACIÓN CAMARÓN. Director: Carlos Therón.
- ADIÓS. Director. Paco Cabezas.
- EL SECADERO. Director: Antonio Donaire.
- MI QUERIDA COFRADÍA. Director: Marta Díaz.
- JAULAS[8]. Director: Nicolás Pacheco.
- CONEXIÓN ALMERÍA. Director: Ismael Morillo.
- EL HOMBRE DE LAS MIL CARAS. Director: Alberto Rodríguez.
- ASESINOS INOCENTES. Director: Gonzalo Bendala.
- CARMINA Y AMÉN. Director: Paco León.
- ANOCHECE EN LA INDIA.  Director: Chema Rodríguez.
- ¿QUIÉN MATÓ A BAMBY? Director: Santiago Amodeo.
- ALI. Director: Paco Baños.
- CIUDADANO VILLANUEVA. Director: Francisco Javier Gómez Pinteño.
- CARMINA O REVIENTA. Director: Paco León

### Televisión
- CUANDO NADIE NOS VE. HBO
- EL MARQUÉS. Mediaset y Prime Video.
- BARRIO INGLÉS. Director: Chiqui Carabante/Tapi.
- ENTREVÍAS. Telecinco.
- BOSÉ. Director: Miguel Bardem/Fernando Trullois.
- DESAPARECIDOS. Mediaset.
- DEUDAS.  Atresmedia.
- LOS HEREDEROS. Diagonal Televisión.
- LA VALLA. Atresmedia.
- BRIGADA COSTA DEL SOL. Mediaset.
- TODO POR EL JUEGO. Director: Daniel Calparsoro.
- LA PESTE. Director: Alberto Rodríguez.
- CUÉNTAME. Director: Alberto Crespi.
- BRIGADA DE FENÓMENOS. Director: Paz Jiménez.
- EL HIJO ZURDO. Director: Rafael Cobos.

## Teatro
- BLOODY MARY. Director: Paloma Díaz. Cía La pemanente.
- ESPAÑA NO ES UGANDA. Director: Antonio Álamo.
- RÉQUIEM POR UN REY. Director: Antonio Luque.
- ¿SE PUEDE? Director: Juan Carlos Sánchez.
- MAL EN GENERAL. Director: David Montero.